# 山石さとみ
山石 さとみ（やまいし さとみ、9月7日 - ）は日本の女性声優。愛知県出身。
以前はアル・シェア、フォレストリンクに所属していた。

## 人物
ゲームが好きで、趣味がゲームデバッグというほどの腕前の持ち主である。
趣味はゲーム、ゲームデバッグ、電車旅行。
特技はお菓子作り、手芸。
資格は普通自動車運転免許(AT限定)、ワープロ実務検定2級、情報処理検定3級、秘書技能検定3級、日本漢字能力検定3級。

## 出演

### ゲーム
- ファンタジードライブ（2015年）
- エレメンタルリーグ〜精霊獣と世界樹の葉〜（2016年）
- ワールドチェイン（2016年）
- サマースウィートハート（2019年、島崎良子）

### 吹き替え
- ゴースト・ブライド（ナスチャ）
- スペルズ/呪文（オルガ）
- 美女と野獣

### ラジオ
- コミュニティFM天神「スターロケットシアター」
- まえばしCiTYエフエム「元気な朝ごはん」

### イベント
- 「久保ユリカが1人しゃべりなんて胃が痛い。」DVD in ハワイ 先行発売イベント